# Таллинская операция (1944)
Таллинская операция — фронтовая наступательная операция войск левого крыла Ленинградского фронта при поддержке Балтийского флота, проведённая 17—26 сентября 1944 года с целью разгрома вермахта на территории Эстонии и возвращения Таллина под контроль СССР; часть стратегической Прибалтийской операции. Во время советского наступления политики существовавшей до 1940 года Эстонской Республики попытались восстановить независимое государство, однако их правительство продержалось лишь четыре дня; члены правительства Эстонии были в дальнейшем арестованы.

## Планирование
Наиболее ожидаемым направлением наступления советских войск на Эстонию было движение через Нарву, где они предпринимали попытку глубокого прорыва в материковую Эстонию ещё в феврале 1944 года. В июле 1944 года там была проведена Нарвская операция Ленинградского фронта (Маршал Советского Союза Л. А. Говоров), которая завершилась выходом советских войск на немецкий рубеж «Танненберг». Установив его сильный характер обороны, советское командование приняло решение перенести главный удар из-под Нарвы в направлении со стороны Тарту в направлении Раквере, намереваясь замкнуть немецкие дивизии в Эстонии в «котёл». Такому решению способствовало то, что накануне сентябрьского наступления, в августе 1944 года, советским войскам удалось успешно провести Тартускую операцию, вернуть под контроль Тарту и создать плацдарм на юго-востоке Эстонии.
Для этого вся 2-я ударная армия с нарвского направления скрытно была переброшена за 300 километров в район Тарту Их переправу (свыше 100 тыс. человек, свыше 1 тыс. орудий и миномётов, около 4 тыс. автомашин) через озеро Тёплое (между Чудским и Псковским озёрами) осуществила 25-я отдельная бригада речных кораблей (командир — капитан 2 ранга А. Ф. Аржавкин), которая в дальнейшем поддерживала огнём своей артиллерии правофланговые соединения армии, наступавшие вдоль западного побережья Чудского озера.
Эстонию обороняла оперативная группа «Нарва» (командующий генерал пехоты Антон Грассер) в составе двух корпусов. 3-й танковый корпус СС  оборонял нарвский перешеек, а 2-й армейский корпус — в южной Эстонии на тартусском направлении от Чудского озера до озера Выртсъярв. Переброску 2-й ударной армии немецкая разведка не заметила и основные силы своих войск немецкое командование продолжало держать на нарвском направлении.
В операции принимали участие Балтийский флот (командующий — адмирал В. Ф. Трибуц) и 13-я воздушная армия (командующий — генерал-лейтенант авиации С. Д. Рыбальченко).

## Ход боевых действий
17 сентября войска 2-й ударной армии (генерал Федюнинский) перешли в наступление, форсировали на своём правом фланге реку Эмайыги и в первый же день прорвали оборону противника на глубину до 18 км. Осознав бесперспективность удержания Эстонии, Гитлер ещё 16 сентября подписал приказ о проведении операции «Астер», предусматривающий эвакуацию/отступление немецких войск. Части войск, противостоящим 2-й ударной армии, предписывалось удерживать оборону до 19 сентября, с тем, чтобы обеспечить эвакуацию войск от «Линии Танненберг». 17 сентября началась эвакуация немецких войск из Таллина (морским путем удалось вывезти до 60 тыс. человек). 18 сентября в Таллине Национальный комитет Эстонской Республики повторно провозгласил независимость Эстонии. 2-я ударная армия и перешедшая в ночь на 19 сентября в наступление 8-я армия (генерал Стариков) стали преследовать отступающего противника, наступая в западном и юго-западном направлениях. Однако на этот раз уже советская разведка не заметила отвода основных немецких сил из-под Нарвы, из-за чего преследование противника началось с большим опозданием, его основные силы успели уйти к Риге или эвакуироваться по морю.
К исходу 20 сентября 8-я армия, продвинувшись на 70 км, овладела Раквере и соединилась на левом фланге с частями 2-й ударной армии. Маршал Говоров полагал, что немецкое командование будет упорно оборонять Таллин и стягивать туда свои силы, однако противник отводил к Таллину лишь части прикрытия, а основные силы форсированным маршем уходили через Пярну на Ригу.
21 сентября 8 стрелковый корпус начал наступление на Таллин. Генерал-лейтенант Л. А. Пэрн сформировал подвижную группу, которая утром 22 сентября, пройдя за сутки более 100 километров, первой вступила в город. Благодаря стремительному продвижению, соединения эстонского корпуса захватили в Таллине 25 самолётов, 185 орудий, 230 автомашин, а в порту — 15 морских судов, на которых находились советские военнопленные и гражданское население, подготовленные к отправке в Германию. В тот же день, 22 сентября, корпус со средствами усиления был переведён в состав 8-й армии.
К тому времени, как передовые части Ленинградского фронта прибыли в Таллин утром 22 сентября, немецкие войска практически оставили город. Сформированному 18 сентября Правительству Эстонии не удалось собрать сколь-нибудь значительных сил: эстонские подразделения на фронтах Нарвы и Эмайыги, были рассеяны и смешались с немецкими отрядами, отступающими к Латвии; практически единственным формированием была сформированная в сентябре контр-адмиралом Йоханом Питкой независимая от немцев «Боевая группа адмирала Питка», вскоре распущенная ввиду безнадёжности сопротивления. Юри Улуотс, исполняющий обязанности президента Эстонии, бежал в Швецию 20 сентября; 22 сентября правительство Отто Тийфа покинуло Таллин, и шесть его членов были арестованы; большинство впоследствии было приговорено к заключению в тюрьму или лагерь, а назначенный главнокомандующим эстонской армии Яан Майде был расстрелян. В последующие дни несколько боевых групп сторонников независимости Эстонии совершили нападения на советские войска в округах Харьюмаа и Ляэне, но были отбиты. Согласно отчётам комиссии Макса Якобсона, всего Йохан Питка и капитан Юлиус Маде собрали около 2000 человек.
24 сентября 8-й стрелковый корпус взял город Хаапсалу и очистил побережье до Виртсу. 21—24 сентября Балтийский флот высадил десанты в бухтах Кунда, Локса, в Таллин, овладел островом Найссаар и городом Палдиски. Силы флота также препятствовали эвакуации вражеских войск морем. Соединения 2-й ударной армии 23 сентября взяли Пернов (Пярну), вышли к Рижскому заливу и, продвигаясь вдоль морского побережья на юг, к исходу 26 сентября, восстановив ЭССР везде кроме Моонзундских островов, вступили на территорию Латвии и соединились с вышедшими на побережье войсками 3-го Прибалтийского фронта.

## Боевые действия авиации

### Подготовка операции
К осени 1944 года немецко-фашистская группировка в Прибалтике имела до 400 самолётов, непосредственно перед Ленинградским фронтом базировалось 102 немецких самолёта. Войска Ленинградского фронта должна была поддерживать 13-я воздушная армия. К этому времени, по приказу ставки, состав 13-й воздушной армии претерпел изменения: бомбардировочная авиадивизия и три полка 275-й истребительной авиадивизии были переданы 7-й воздушной армии для участия в освобождении советского Заполярья. 334-я бомбардировочная авиадивизия перешла в состав 1-й воздушной армии.
Несмотря на сокращение соединений и частей, в 13-й воздушной армии оставалось 708 самолётов. Для поддержки наземных войск в предстоящей операции предполагалось участие 429 самолётов — 84 бомбардировщика, 148 штурмовиков, 137 истребителей, 60 разведчиков и корректировщиков. Таким образом перед началом Таллинской наступательной операции советская авиация количественно превосходила ВВС противника в несколько раз.
В ходе подготовки к операции на истребительные авиаполки была возложена задача по прикрытию, производивших перегруппировку наземных войск от ударов авиации противника. Пока шла перегруппировка советских войск, летчики 13-го отдельного разведывательного авиаполка, а также специально выделенные экипажи штурмовой и бомбардировочной авиации с разных высот фотографировали оборону противника от Чудского озера до озера Выртс-ярв. С помощью аэрофотосъемки удалось обнаружить 67 артиллерийских и 50 минных батарей. Дешифрованные данные аэрофоторазведки были перенесены на карты и разосланы общевойсковым командирам.
13-й воздушной армии была поставлена задача бомбовыми и штурмовыми ударами по опорным пунктам и скоплениям войск противника содействовать наступлению 2-й ударной армии. Препятствовать немецко-фашистским войскам подвозить резервы к месту боев. Прикрывать штурмовой авиацией действия советских танковых групп в глубине неприятельской обороны и не допускать контрударов вражеских танков.
В соответствии с планом прорыва обороны противника массированный бомбовый удар должен был наноситься с целью подавления артиллерийской и миномётной группировки врага, чтобы обеспечить прорыв обороны севернее Тарту. В это же время предполагалось сосредоточенными ударами штурмовиков уничтожать огневые точки и живую силу в траншеях на северном берегу реки Эма-йыги для поддержки стрелковых корпусов при форсировании водной преграды. В дальнейшем штурмовая авиация должна была быть использована для сопровождения пехоты  по вызову с КП командиров дивизий, а бомбардировочная авиация для ударов по скоплениям техники и живой силы и для действий в оперативной зоне.

### Наступление
17 сентября 13-я воздушная армия начала авиационную подготовку. В 7 час. 46 мин. 79 самолётов Пе-2 270-й бомбардировочной авиадивизии под прикрытием 44 истребителей Як-9 27-го и 404-го истребительных авиаполков нанесли массированный удар по артиллерийским и миномётным батареям противника в полосе наступления 108-го стрелкового корпуса. Ударами авиации и артиллерии были подавлены огневые средства врага, траншейная система была разрушена, поэтому части 108-го стрелкового корпуса преодолели первую полосу обороны противника практически без потерь.
40 самолётов Ил-2 нанесли удар по дзотно-траншейной  системе врага на левом берегу реки Эма-йыги, что позволило двум стрелковым корпусам форсировать реку и прорвать оборону противника. Далее штурмовики, патрулируя по 4-8 самолётами Ил-2 над передним краем, сопровождали пехоту, подавляя и уничтожая огневые средства, скопления живой силы и боевую технику противника на поле боя.
Боевые порядки советских войск и действия бомбардировочной авиации прикрывались летчиками 275-й истребительной авиадивизии и двух полков 2-го гвардейского Ленинградского истребительного авиакорпуса ПВО, которые удерживали полное господство в воздухе. Немецкая авиация не смогла оказать серьёзного противодействия. В течение первого дня наступления 13-я воздушная армия произвела 545 самолёто-вылетов, сбросив на объекты врага тысячи авиабомб.
18 сентября бомбардировщики наносили удары по скоплениям автотранспорта и эшелонам, находившимся под погрузкой на железнодорожных станциях и в населенных пунктах. Штурмовики сопровождали пехоту и танки в полосе наступления 2-й ударной армии. В этот день 13-я воздушная армия совершила 488 самолёто-вылетов и нанесла противнику большой урон. Эффективные действия авиации способствовали успешному развитию наступления 2-й ударной армии в северном направлении.
Продвижение советских войск на север заставило командование Третьего Рейха ускорить отвод своих войск из Эстонии. Железнодорожный станции были загружены эшелонами, в портах стояло большое количество кораблей под погрузкой. В этот период авиационные части и соединения действовали главным образом по отходящим колоннам, скоплениям вражеских войск и автотранспорта на дорогах и в населенных пунктах, по железнодорожным станциям и эшелонам в пути следования.
19 сентября экипажи 270-й бомбардировочной авиадивизии обнаружили на железнодорожной станции Раквере скопление вражеских эшелонов. 58 пикирующих бомбардировщиков Пе-2 под прикрытием 50 истребителей Як-9 нанесли по железнодорожным составам мощный удар. На следующий день удар был нанесен по скоплениям эшелонов на станциях Тапа и Аэгвийду. Прямым попадание бомб был подожжен железнодорожный эшелон, отходивший от станции Тану.
Немецкие самолёты пытались помешать советской авиации наносить удары, но их атаки отбивались истребителями сопровождения. Большой урон отступающим войскам противника наносили штурмовики, которые уничтожили большое количество живой силы и различной военной техники. Мощные удары по врагу наносили военно-воздушные силы Балтийского флота, экипажи штурмовых авиадивизий атаковали немецкие транспорты с войсками и боевой техникой, стоящие у причалов Таллинского порта и уходившие в море.

## Результаты операции
В результате Таллинской операции советские войска в недельный срок заняли территорию материковой Эстонии, не встречая сильного сопротивления (советские войска продвигались до 40 км. в сутки). Успех был достигнут благодаря хорошо организованному взаимодействию всех родов войск, созданию сильных подвижных групп. Широкое применение манёвра, энергичные и решительные действия Красной Армии не позволили противнику закрепляться на новых рубежах. Вместе с тем, советским войскам не удалось разгромить или окружить немецкую группировку, которая ускользнула в Латвию, упорно обороняла Ригу и позднее закрепилась в Курляндском котле.
Потери войск Ленинградского фронта составили около 6200 человек убитыми и более 22 500 ранеными, потери Балтийского фронта — 258 погибших, свыше 1500 раненых. По советским данным в операции было убито 30 000 солдат вермахта, 15 745 захвачено в плен. Уничтожено либо захвачено трофеями 175 танков и самоходных орудий.

## Эвакуация населения
Перед приходом Советской Армии, Эстонию покинуло около 80 000 человек, из которых 6–9% погибли в пути. Бегство мирного населения, не желающего возвращаться под «советскую оккупацию», началось уже в августе и завершилось к сентябрю 1944 года. Корабли с Сааремаа отправлялись в Германию, а лодки и старые парусные яхты в начале октября отправились в Швецию. Часть мирных жителей, вместе с войсками была высажена с кораблей в портах Курляндии (см.Курляндский котёл).
Основной причиной побега был страх перед репрессиями со стороны советской власти. Многие покинули родину в надежде скоро вернуться, когда «ситуация нормализуется».

## Участники операции
Сокращения наименований воинских соединений и частей, принимавших участие в восстановлении контроля над городами, приведены согласно Сокращённые наименования в Вооружённых Силах СССР и России.
18 сентября
Калласте. ЛенФ: 2 Уд. А — 7 сд 8 ск. КБФ: часть сил БРК.
19 сентября
Иыхви (Йыхви). ЛенФ: 8 А — 125 сд 117 ск; 82 отд. тп, 1222 сап.

Муствеэ. ЛенФ: 2 Уд. А — 7 сд 8 ск.
20 сентября
Иыгева (Йыгева). ЛенФ: 2 Уд. А — часть сил 90 сд 108 ск.

Раквере. ЛенФ: 8 А — часть сил 125 сд, часть сил 72 сд; 27 отд. тп, 82 отд. тп, 1222 сап.
21 сентября
Кунда. ЛенФ: 8 А — часть сил 125 сд 117 ск. КБФ: часть сил 260 брмп, часть сил БТКА.

Пылтсама (Пылтсамаа). ЛенФ: 2 Уд. А — 46 сд 108 ск, 321 сд 116 ск.

Тапа. ЛенФ: 8 А — часть сил 72 сд 117 ск; 27 отд. тп, 1222 сап. 2 Уд. А — 1 тбр.
22 сентября
Пайде. ЛенФ: 2 Уд. А — часть сил 63 гв. сд 30 гв. ск.

Таллин. ЛенФ: 8 А — 117 ск в составе: ПО 125 сд, ПО 72 сд; подвижный отряд 8 ск в составе: часть сил 7 сд, 952 сап, 45 отд. тп; 152 тбр, 27 отд. тп, 82 отд. тп, 26 отд. гв. ттп, 1222 сап, 1294 сап, 1811 сап; 58 габр, 79 лабр. 13 ВА — 277 шад, 281 шад, 275 иад, часть сил 276 бад. АДД — 1 гв. ак дд в составе: часть сил 1 гв. ад дд, часть сил 6 гв. ад дд; часть сил 36 ад дд 8 ак дд; часть сил 45 ад дд. КБФ: часть сил 260 брмп; часть сил 1 БТКА; 11 шад, часть сил 9 шад, часть сил 8 мтад.

Тюри. ЛенФ: 2 Уд. А — 372 сд 108 ск.
23 сентября
Вильянди. ЛенФ: 2 Уд. А — часть сил 326 сд 116 ск.

Кейла. ЛенФ: 8 А — часть сил 72 сд.

Пернов (Пярну). ЛенФ: 2 Уд. А — 108 ск в составе: часть сил 46 сд, 90 сд, часть сил 372 сд; ПТГ в составе: 1 тбр, 221 отд. тп, 397 гв. тсап; 185 отд. тп, 1495 сап; 35 габр. АДД — 7 ак дд в составе: 1 ад дд, 12 ад дд.

Синди. ЛенФ: 2 Уд. А — ПО 46 сд 108 ск.

Сууре-Яни (Сууре-Яани). ЛенФ: 2 Уд. А — ПО 321 сд 116 ск.
24 сентября
Пальдиски (Палдиски). КБФ: часть сил 1 БТКА, часть сил 260 брмп.

Хаапсалу. ЛенФ: 8 А — ПТГ в составе: 152 тбр, 26 отд. гв. ттп, 1294 сап; часть сил 7 сд 8 ск. 13 ВА — часть сил 276 бад.
25 сентября
Айнажи. ЛенФ: 2 Уд. А — ПТГ: 1 тбр, 221 отд. тп; ПО 90 сд 108 ск.

Килинги-Ныммэ (Килинги-Нымме). ЛенФ: 2 Уд. А — часть сил 321 сд 116 ск.

Мыйзакюла. ЛенФ: 2 Уд. А — часть сил 326 сд 116 ск.

Салацгрива. ЛенФ : 2 Уд. А — ПТГ в составе: 1 тбр, 221 отд. тп.

## Награждения
Войскам, участвовавшим в боях при прорыве обороны противника севернее Тарту и западнее Нарвы, в ходе которых были взяты Йыгева, Йыхви, Муствеэ и другие города, приказом ВГК от 20 сентября 1944 г. объявлена благодарность и в Москве дан салют 20 артиллерийскими залпами из 224 орудий.
Войскам, участвовавшим во взятии Таллина, приказом ВГК от 22 сентября 1944 г. объявлена благодарность и в Москве дан салют 24 артиллерийскими залпами из 324 орудий.
Войскам, участвовавшим во взятии Пернова, приказом ВГК от 23 сентября 1944 г. объявлена благодарность и в Москве дан салют 12 артиллерийскими залпами из 124 орудий.
За отличия в боях 51 часть и соединение были награждены орденами. За успешные действия по разгрому немецко-фашистских войск на территории Эстонии приказами Верховного Главнокомандующего отличившимся соединениям и частям было присвоено почётное наименование «Таллинские» (22 октября 1944 года) и «Перновские»:

### Таллинские
| - 8-й эстонский стрелковый корпус - 7-я эстонская стрелковая дивизия - 191-й гвардейский стрелковый полк - 466-й стрелковый полк - 27-й отдельный танковый полк - 45-й отдельный танковый полк - 394-й гвардейский тяжёлый самоходный артиллерийский полк - 806-й самоходный артиллерийский полк - 952-й самоходный артиллерийский полк - 1294-й самоходный артиллерийский полк - 58-я гаубичная артиллерийская бригада - 81-я пушечная артиллерийская бригада - 40-й гвардейский миномётный полк - 134-й гвардейский артиллерийский полк - 154-й корпусной артиллерийский полк | - 884-й армейский истребительно-противотанковый артиллерийский полк - 1157-й корпусной артиллерийский полк - 104-й армейский миномётный полк - 625-й отдельный разведывательный артиллерийский дивизион - 34-й отдельный полк связи - 62-й отдельный моторизованный понтонно-мостовой батальон - 7-й гвардейский штурмовой авиационный полк ВВС ВМФ - 12-й гвардейский авиационный полк пикирующих бомбардировщиков ВВС ВМФ - 35-й штурмовой авиационный полк ВВС ВМФ - 51-й минно-торпедный авиационный полк ВВС ВМФ - 159-й истребительный авиационный полк - 404-й истребительный авиационный полк - 703-й штурмовой авиационный полк - 999-й штурмовой авиационный полк - 15-й отдельный разведывательный авиационный полк ВВС ВМФ |

### Перновские
| - 176-й стрелковый полк - 221-й отдельный танковый полк - 397-й гвардейский тяжёлый самоходный артиллерийский полк - 35-я гаубичная артиллерийская бригада | - 28-й корпусной артиллерийский полк - 96-й артиллерийский полк - 393-й артиллерийский полк |